# Furcula styx
Furcula styx är en fjärilsart som beskrevs av Rudolf Rangnow 1935. Furcula styx ingår i släktet Furcula och familjen tandspinnare. Inga underarter finns listade i Catalogue of Life.